# Domenico Berra
Domenico Berra (Milano, 1771 – Milano, 1º ottobre 1835) è stato un agronomo e avvocato italiano.

## Biografia
Nacque da Francesco e Antonia Pensa, si sposò nel 1803 con Carolina Frapolli ed ebbe tre figli:  Teresa,  Antonia e Francesco.
Di professione avvocato, approfondì e divulgò il settore dell'agricoltura. Nel 1808 fu sostenitore del tentativo di allevamento delle pecore provenienti dalla Spagna per migliorare la qualità della lana.
Condusse una fitta corrispondenza con Filippo Re  e collaborò alla stesura degli annali dell'agricoltura del Regno d'Italia. Nel 1811 si occupò della marcita scrivendo un trattato, Dei prati del Basso Milanese detti a marcita.

## Altro
A Milano, nel quartiere Crescenzago, è presente una via che porta il suo nome la quale ospita anche la Chiesa di Santa Maria Rossa.